# Chaudenay (Haute-Marne)
Chaudenay ist eine französische Gemeinde mit 340 Einwohnern (Stand: 1. Januar 2022) im Département Haute-Marne in der Region Grand Est (vor 2016 Champagne-Ardenne); sie gehört zum Arrondissement Langres und zum Kanton Chalindrey. Die Einwohner werden Caldenacuciens und Caldenacuciennes genannt.

## Geografie
Chaudenay liegt etwa 40 Kilometer südöstlich von Chaumont. Umgeben wird Chaudenay von den Nachbargemeinden Haute-Amance im Norden und Osten, Rougeux im Südosten, Champsevraine im Süden sowie Torcenay im Westen.

## Bevölkerungsentwicklung
| Jahr                       | 1962 | 1968 | 1975 | 1982 | 1990 | 1999 | 2006 | 2011 | 2019 |
| Einwohner                  | 245  | 264  | 278  | 321  | 310  | 299  | 305  | 304  | 345  |
| Quellen: Cassini und INSEE |      |      |      |      |      |      |      |      |      |

## Sehenswürdigkeiten
- Kirche Saint-André